# B-Stoff
El B-Stoff o «sustancia B» era el nombre código empleado por los alemanes durante la Segunda Guerra Mundial para dos combustilbes aeroespaciales. Uno de los combustibles era el hidrato de hidrazina N2 H4• H2O utiliza como propulsor de combustible en sus investigaciones en la propulsión cohetes. Mezclado con M-Stoff (metanol), dio un combustible llamado C-Stoff hipergólico con el T-Stoff (peróxido de hidrógeno concentración) y fue utilizado en el motor Walter HWK 109-509 utilizado en los aviones cohete Messerschmitt Me 163B, Messerschmitt Me 263 y Bachem Ba 349..
La denominación B-Stoff también se refería al etanol H3C-CH2OH diluido en un 25% de agua H2O, que se utiliza como combustible con la A-Stoff (oxígeno líquido) en el cohete V-2. Al etanol se la añadía agua para rebajar la temperatura de llama, ya que la tecnología y los materiales de la época eran incapaces de resistir la temperatura de combustión del
etanol puro con oxígeno puro. En cambio esto repercutía en un menor rendimiento del motor cohete.